# Bristol (cratera)
Bristol é uma cratera marciana. Tem como característica 3 quilômetros de diâmetro. Deve o seu nome à cidade Bristol, situada no sul da Inglaterra, Reino Unido.